# Nakajima Ki-87
Il Nakajima Ki-87 (中島 キ87?) fu un caccia intercettore d'alta quota, monomotore e monoplano ad ala bassa, sviluppato dall'azienda aeronautica giapponese Nakajima Hikōki KK nei primi anni quaranta e rimasto allo stadio di prototipo.
Progettato per dotare i reparti da difesa aerea della Dai-Nippon Teikoku Rikugun Kōkū Hombu, la componente aerea dell'Esercito imperiale giapponese, di un velivolo in grado di intercettare i bombardieri Boeing B-29 Superfortress che la statunitense USAAF inviava sul territorio giapponese, benché giudicato idoneo al servizio non riuscì ad essere avviato alla produzione in serie a causa del termine della seconda guerra mondiale.

## Storia del progetto
Dopo che dall'autunno 1944 le missioni di bombardamento strategico operate dall'United States Army Air Forces sulle isole dell'arcipelago giapponese si fecero sempre più frequenti, la necessità di dotarsi di efficaci caccia intercettori che potessero attaccare i bombardieri pesanti USAAF fu pressante; di conseguenza il quartier generale dell'esercito imperiale ordinò alle varie aziende nazionali di iniziare lo sviluppo di un modello adatto alla difesa aerea in grado di operare alle quote sempre più elevate previste dai profili di missione avversari.
A tale scopo si decise di dare seguito a delle ricerche iniziate nel 1942, ben prima degli attacchi dei B-29, quando la Nakajima e la divisione tecnica del quartier generale dell'esercito imperiale avviarono lo studio dell'abbinamento di un motore radiale di grande potenza ad un impianto di sovralimentazione basato su un turbocompressore che ne sfruttasse l'energia persa dal collettore di scarico.
Gli sforzi della divisione tecnica dell'esercito alla fine culminarono nel Tachikawa Ki-94-I, mentre il Ki-87 fu sviluppato come progetto di riserva, utilizzando specifiche meno estreme. La Nakajima iniziò lo sviluppo del modello nel novembre 1943 ma avendo ricevuto l'ordine di dare priorità al Ki-84 la costruzione di tre prototipi venne avviata solo nel luglio 1944. Gli accordi con i vertici dell'Esercito imperiale prevedevano il loro completamento tra il novembre 1944 e il gennaio 1945 più la fornitura di sette esemplari di preproduzione da consegnare dall'aprile 1945. La divisione tecnica cercò di intervenire nel suo sviluppo con una diversa soluzione tecnologica che prevedeva la collocazione del turbocompressore nella parte finale della fusoliera, ottenendo che questa configurazione fosse utilizzata a partire dal sesto esemplare.
Un'altra particolarità tecnica del Ki-87 consisteva nell'adozione di un carrello d'atterraggio con gambe di forza anteriori che si ritraevano con moto verso coda, soluzione che consentiva la collocazione delle munizioni dei due cannoncini alari direttamente nella struttura dell'ala.
La costruzione venne ritardata a causa di problemi con gli attuatori elettrici del carrello e con il turbocompressore, e il primo prototipo non riuscì ad essere completato che nel febbraio 1945. Venne portato in volo per la prima volta nel mese di aprile, ma riuscì a completare solo cinque voli di prova, tutti con il carrello in posizione estesa.
Un'ulteriore variante, indicata come Ki-87-II, motorizzata con un Nakajima Ha217 (Ha-46) da 3 000 hp e abbinata a un turbocompressore collocato come nel Republic P-47 Thunderbolt nella parte finale della fusoliera, non riuscì mai a superare la fase progettuale.
Benché fosse stata pianificata una produzione di 500 esemplari, il termine del conflitto non consentì di realizzare altri esemplari dopo il primo ed unico prototipo.

## Utilizzatori
Giappone
- Dai-Nippon Teikoku Rikugun Kōkū Hombu

solo in prove di valutazione